# 113e division d'infanterie (Allemagne)
La 113e division d'infanterie (en allemand : 113. Infanterie-Division ou 113. ID) est une des divisions d'infanterie de l'armée allemande (Wehrmacht) durant la Seconde Guerre mondiale.

## Création et différentes dénominations
La 113. Infanterie-Division est formée le 10 décembre 1940 en tant qu'élément de la 12. welle (12e vague de mobilisation).
En juin 1942, la division, au sein du XVII. Armeekorps de la 6. Armee, participe à l'opération Fall Blau. en septembre 1942, l'unité, qui occupe des positions défensives dans le secteur de Kletskaia, dans l'est de la boucle Don, est relevée à partir du 12 septembre 1942 par la 3e armée roumaine, pour prendre part à l'assaut contre Stalingrad. Elle ne participera cependant pas aux combats pour la ville car elle est détournée à partir du 1er octobre 1942 vers des positions défensives entre le Don et la Volga, en relève de la 76 ID mise hors de combat par les offensives de Kotlouban. En novembre 1942, l'unité est encerclée dans la poche de Stalingrad à la suite de l'opération Uranus.
En janvier 1943, la division disparaît à Stalingrad après la capitulation des forces allemandes du Maréchal Paulus. Elle est reformée en mars 1943.
La 113. Infanterie-Division est dissoute en novembre 1943 après avoir subi de lourdes pertes sur le front de l'Est. Les survivants forment le Divisions-Gruppe 113 qui est assigné à la 337. Infanterie-Division.

## Organisation

### Commandants
| Date                                | Grade             | Commandant                   |
| ----------------------------------- | ----------------- | ---------------------------- |
| 10 décembre 1940 - 4 juin 1941      | Generalleutnant   | Ernst Güntzel                |
| 4 juin 1941 - 8 septembre 1941      | Generalleutnant   | Friedrich Zickwolff          |
| 8 septembre 1941 - ? septembre 1941 | Oberst            | Paape                        |
| ? septembre 1941 - 10 mai 1942      | Generalleutnant   | Friedrich Zickwolff          |
| 10 mai 1942 - 20 janvier 1943       | Generalleutnant   | Hans-Heinrich Sixt von Armin |
|                                     | Division reformée |                              |
| 15 mars 1943 - 25 novembre 1943     | Generalmajor      | Friedrich-Wilhelm Prüter     |

### Officiers d'opérations (Generalstabsoffiziere (Ia))
| Date                          | Grade             | Commandant       |
| ----------------------------- | ----------------- | ---------------- |
| Janvier 1941 - Mars 1942      | Major             | Herbert Gebauer  |
| 23 mars 1942 - Juillet 1942   | Oberstleutnant    | Helmuth Strempel |
| Juillet 1942 - 2 février 1943 | Oberstleutnant    | Theodor Plock    |
|                               | Division reformée |                  |
| Mars 1943 - Novembre 1943     | Oberstleutnant    | Otto Selle       |

## Théâtres d'opérations
- Allemagne : décembre 1940 - Novembre 1941
- Balkans : novembre 1941 - Avril 1942
- Front de l'Est, secteur Sud : avril 1942 - Octobre 1942
- Stalingrad : octobre 1942 - Janvier 1943
- Front de l'Est, secteur Centre : Mars 1943 - Novembre 1943

## Ordres de bataille
1940
- Infanterie-Regiment 260
- Infanterie-Regiment 261
- Infanterie-Regiment 268
- Artillerie-Regiment 87
- Pionier-Bataillon 113
- Panzerjäger-Abteilung 113
- Aufklärungs-Abteilung 113
- Divisions-Nachrichten-Abteilung 113
- Divisions-Nachschubführer 113

1943
- Grenadier-Regiment 261
- Grenadier-Regiment 260
- Grenadier-Regiment 268
- Artillerie-Regiment 87
- Pionier-Bataillon 113
- Panzerjäger-Abteilung 113
- Aufklärungs-Abteilung 113
- Divisions-Nachrichten-Abteilung 113
- Divisions-Nachschubführer 113

Kdo. 113. Infanterie-Division 1er novembre 1943
- Bau-Pionier-Bataillon 46
- Bau-Pionier-Bataillon 213
- Bau-Pionier-Bataillon 222
- Stellungs-Bau-Pionier-Bataillon 731
- Festungs-Abschnitts-Gruppe I/7
- Stab Pionier-Bataillon 113
- 1 Kp. Festungs-Pionier-Bataillon 7

## Décorations
Certains membres de cette division ont été décorés pour faits d'armes:
- Agrafe de la liste d'honneur
  - 5
- Croix allemande en or
  - 21
- Croix de chevalier de la Croix de fer
  - 5
- Ordre de Michel le Brave
  - 2